# Malékus
Pour les articles homonymes, voir Guatuso.

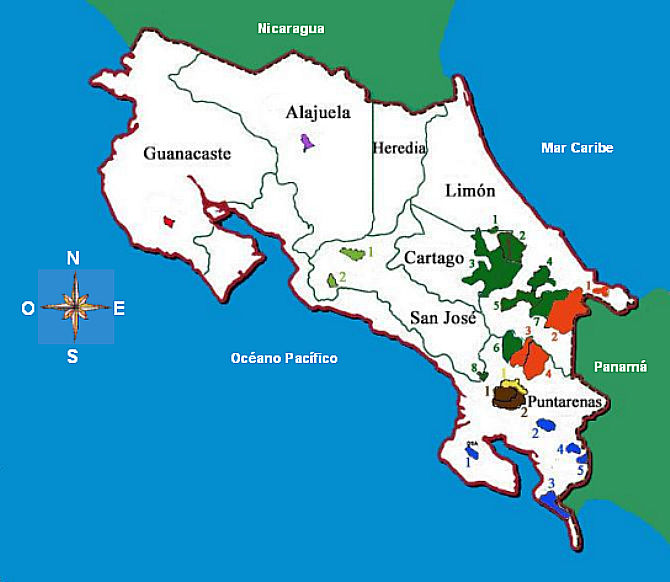
Les peuples indigènes du Costa Rica.
Les Malékus sont au nord dans la province d’Alajuela.
Chorotega
Maleku
Huetares
Cabécar
Bribri
Térraba
Borucas
Guaymí

Les Malékus (ou Guatusos) sont un peuple autochtone des plaines du nord du Costa Rica, situés dans la réserve indigène de Guatuso San Rafael, province d’Alajuela.
Leur langue, le maléku, appartient à la famille des langues chibchanes.
Ce peuple est une des 8 ethnies qui ont survécu au passage du temps.

## Réserve

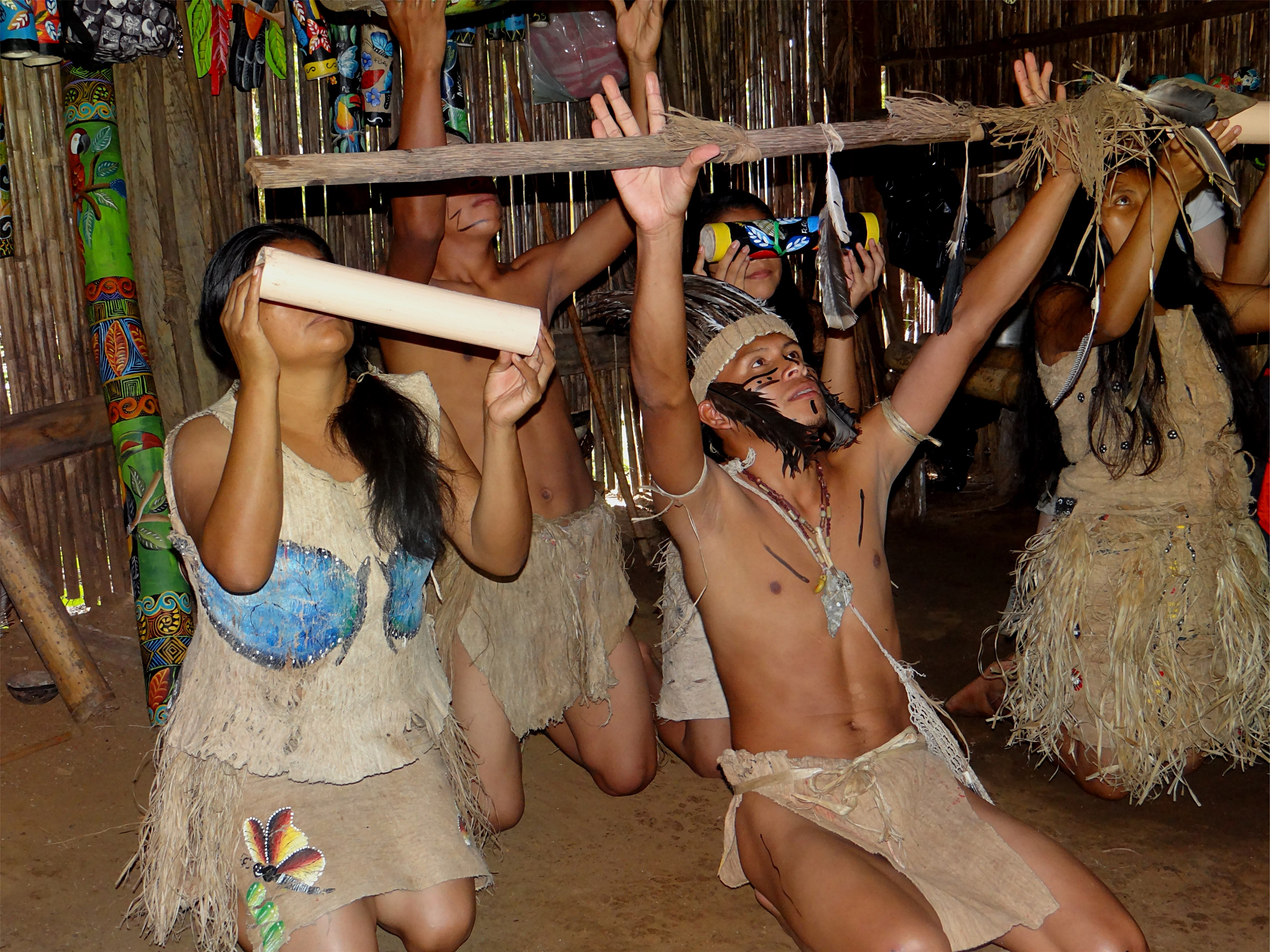
Cérémonie "Dieu, nature et homme", Palenque Tonjibe (village).

Actuellement, environ 1200 personnes vivent dans la réserve qui abrite trois villages (palenques) : El Sol, Margarita et Tonjibe.
Avant la colonisation espagnole au XVIe siècle , leur territoire s’étendait à l'ouest jusqu'à Rincon de la Vieja, et comprenait le volcan Arenal et le rio Celeste (en), qui était leur territoire sacré. 

## Tourisme
Les Malékus invitent les touristes à visiter leurs villages pour avoir une meilleure idée de la culture malékue, même si elle s’est quelque peu appauvrie avec les temps modernes. 
On peut y visiter également des jardins traditionnels de plantes médicinales.

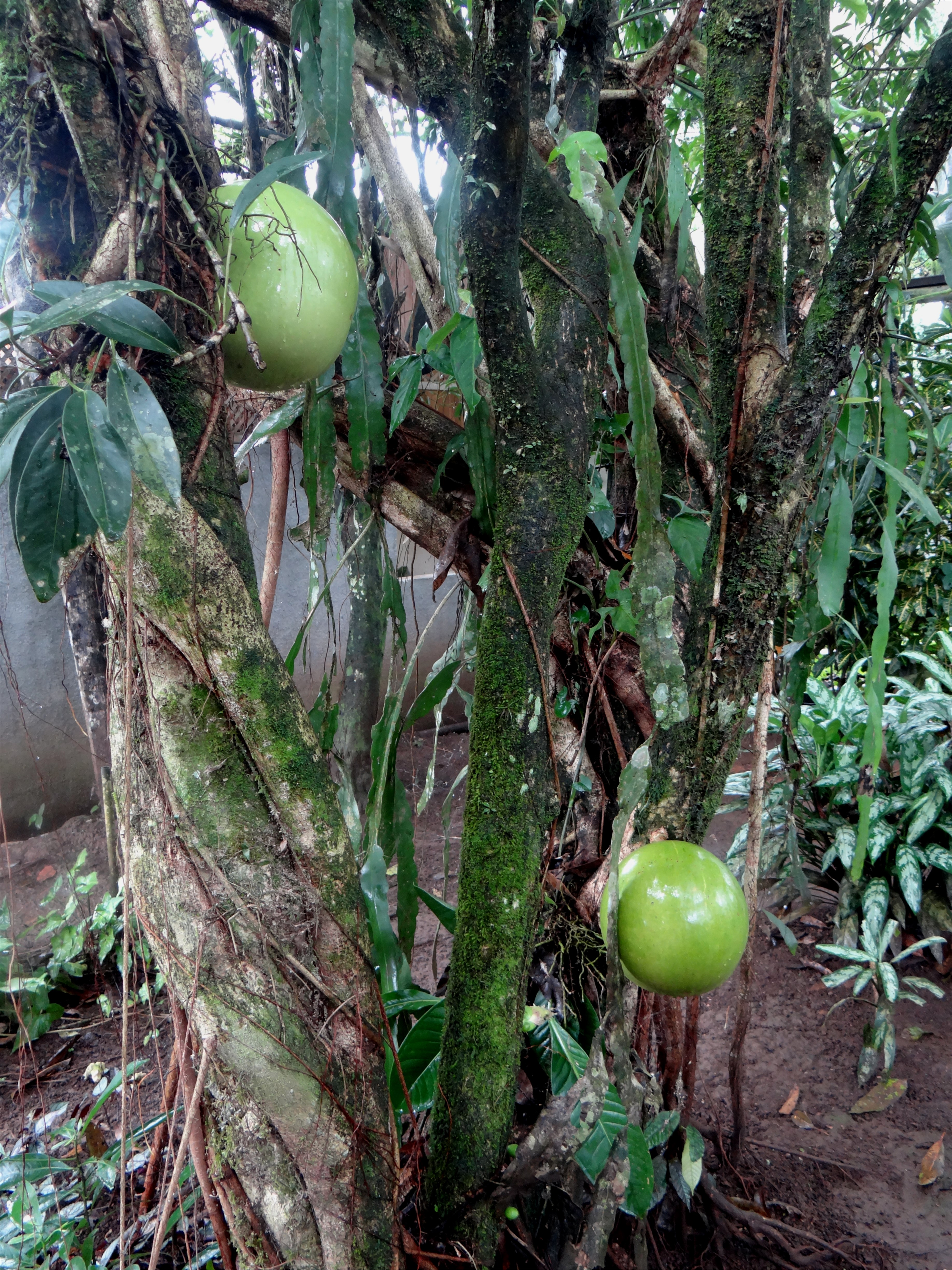
Calebassier.

Aujourd’hui, l’économie malékue repose principalement sur l'art indigène. Sculptures, peintures, et instruments de musique sont les productions les plus populaires. En plus des artisans, la plupart des membres des villages, y compris les enfants, participent à la préparation de la production (découpe des arbres de bois de balsa ou préparation des fruits nécessaires (calebassier) pour les créations. 

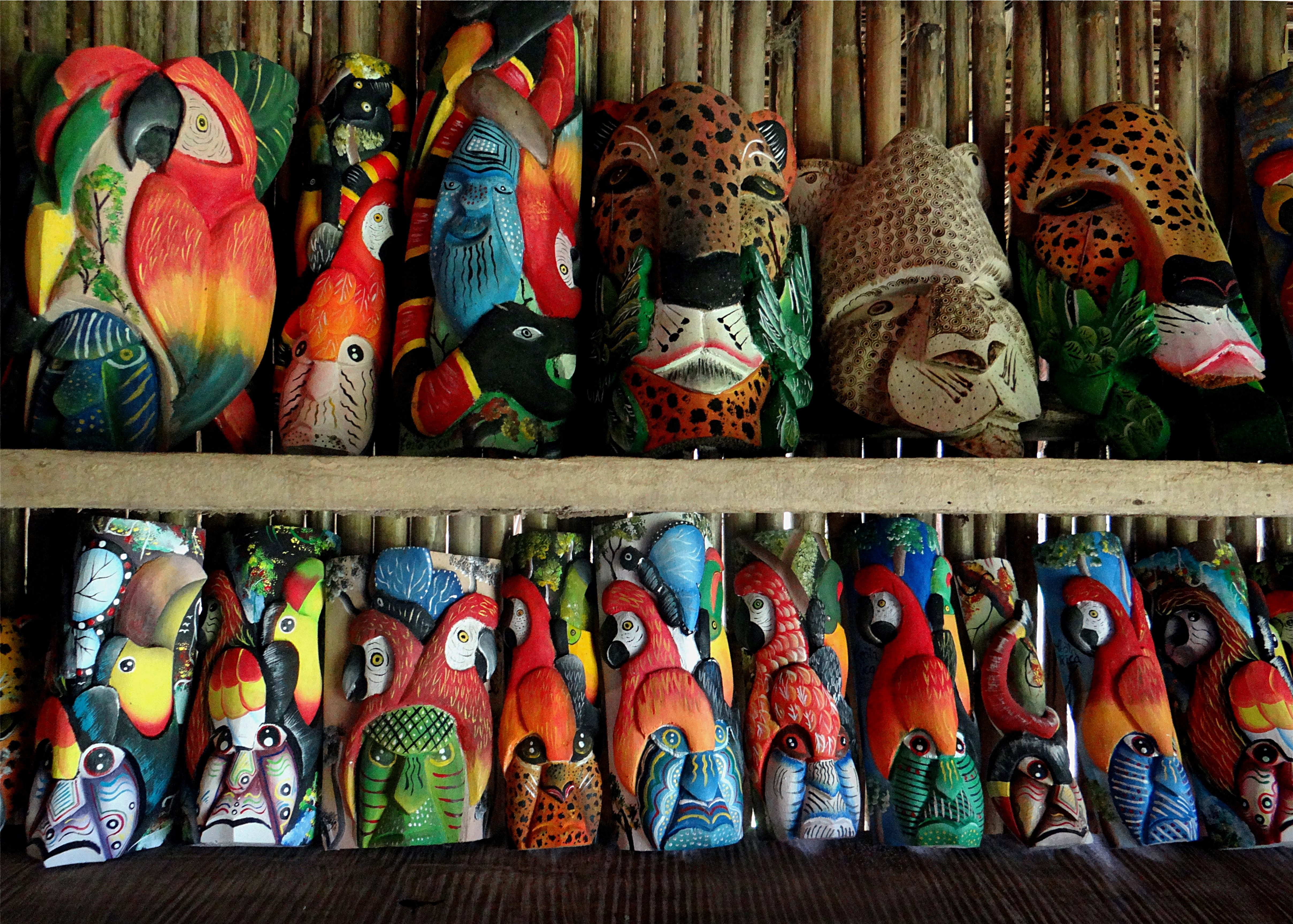
Masques, sculptures et
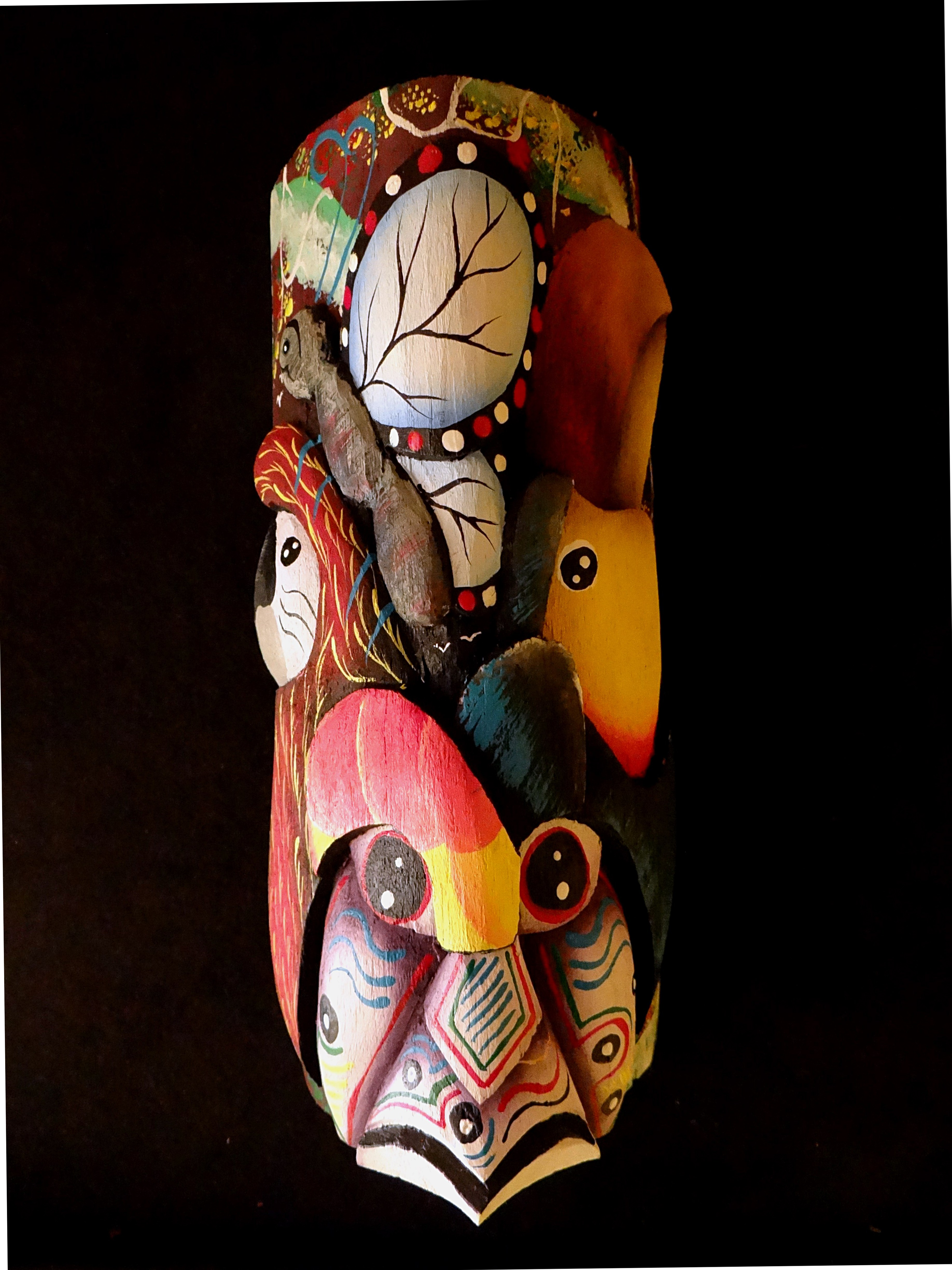
bâtons de
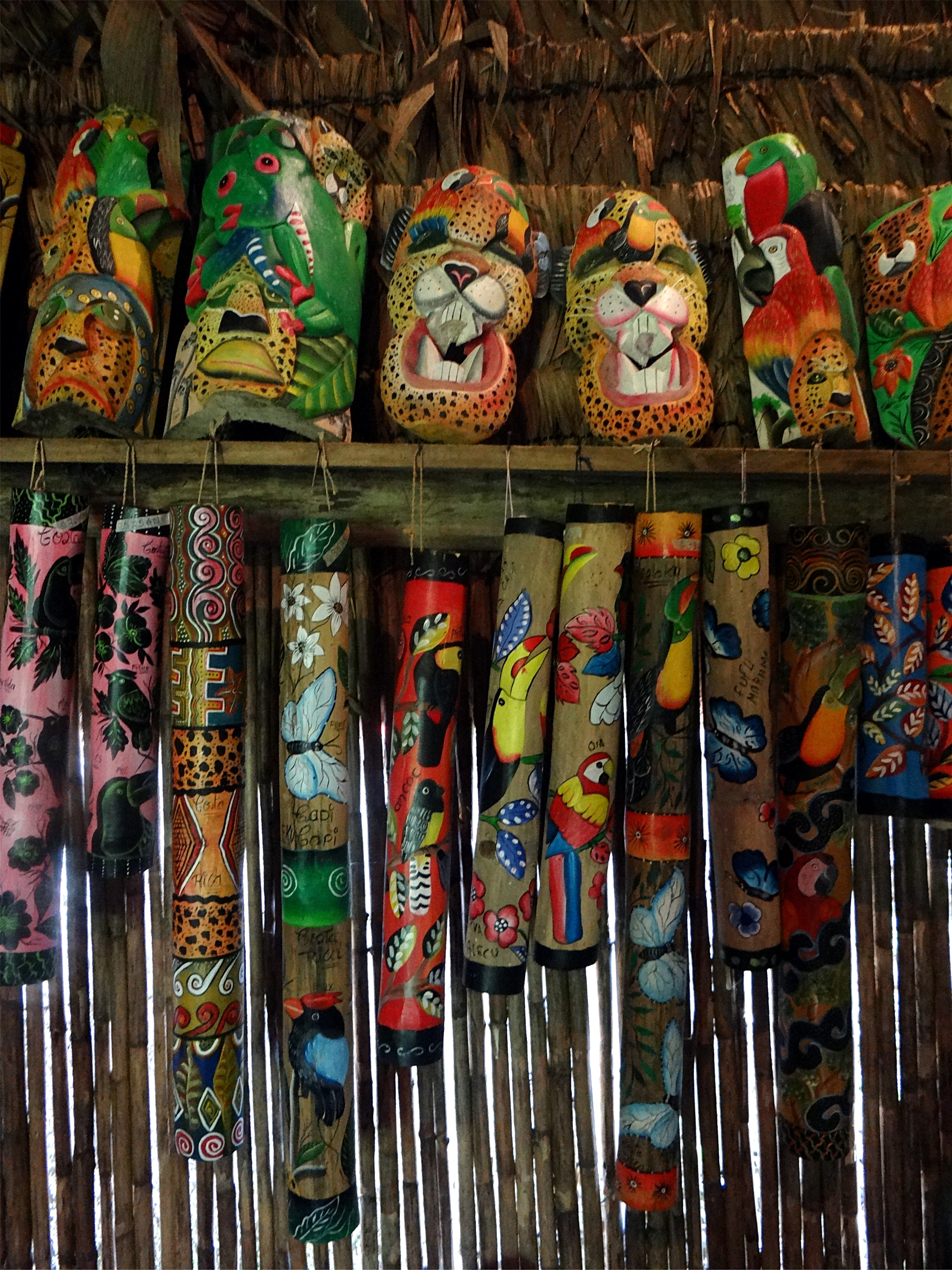
pluie